# Werner de Habsbourg
 (janvier 2015).
Werner Ier de Habsbourg se rattache à la famille des Habsbourg. Parent agnatique ou cognatique des Habsbourg, l'Histoire n'est pas en mesure de trancher. Certaines sources prétendent qu'il appartient à la famille des ducs de Haute-Lorraine, d'autres affirment qu'il descend de Guntram le Riche, l'ancêtre des Habsbourg. Werner, homme de très grande culture, avait, dans sa jeunesse, peut-être fréquenté l'école de la cathédrale de Hildesheim. Nommé évêque de Strasbourg par l'empereur Otton III, Werner fut sacré en 1001 ou au début de 1002. Il reconstruit, en 1015, la cathédrale, prédécesseur ottonien de l'édifice actuel.

## Biographie

### Strasbourg au début duXIesiècle
L’Alsace fut rattachée au royaume de Francie orientale (Germanie) en 870 par le traité de Meerssen. La ville alsacienne la plus importante était alors l'antique cité romaine d'Argentoratum, qui très vite prit le nom de Strateburg : « la ville des routes ». On estime qu'au XIe siècle la cité compte environ 5 000 habitants.
Strasbourg est parcourue du Nord au Sud par des voies navigables (l’Ill) et se trouve à proximité du Rhin sur lequel elle a un port. La ville est traversée d’Est en Ouest par des routes fort anciennes. Strasbourg a vu très tôt se développer les échanges marchands et, avec eux, la diffusion des idées, en particulier le Christianisme. Dès le IVe siècle, Strasbourg est le siège d'un évêché. Tous ces facteurs font de Strasbourg une ville puissante et riche.
Parmi les provinces du Saint-Empire romain germanique, l’Alsace occupa une place centrale et ses élites furent choyées par les souverains. L'évêque Werner était un ami de l’Empereur Henri II (1002-1024). Sous les règnes de Conrad II le Salique et de Henri III, grâce aux liens qui unissaient les responsables politiques d’Alsace à la famille impériale, l’harmonie régna non seulement dans le domaine des relations publiques entre notre province et les souverains saliens, mais aussi dans le domaine religieux : les évêques de Strasbourg étaient les hommes de confiance des empereurs, et ceux-ci se montraient de plus en plus favorables à la cause de la réforme de l’Église.

### Ses origines et sa vie
La détermination des origines familiales de l'évêque de Strasbourg Werner Ier constitue une question complexe sujette à controverse. Werner appartient à la famille, au sens large, des Proto-Habsbourg. L'histoire ignore en revanche si l'évêque est agnat ou cognat de la lignée. Certaines sources, tel le Testament de Werner (un acte apocryphe de la fin du XIe siècle ou du début du XIIe siècle), affirment la consanguinité de Werner avec Rodolphe et Radbot, les premiers membres historiquement attestés de la famille des Habsbourg. D'autres, comme les Acta Murensia (un récit rédigé probablement au milieu du XIIe siècle), rattachent Werner au lignage ducal de Haute-Lorraine. À l'instar d'Eduard Hlawitschka (de), bon nombre d'historiens contemporains plaident toutefois en faveur de l'origine habsbourgeoise du prélat.
Dès le début du XIe siècle, les Proto-Habsbourg occupaient une position importante en Alsace. Alors que Rodolphe érigea à la lisière de la grande forêt de la Hardt l’église d’Ottmarsheim, magnifique réplique de la chapelle palatine d'Aix-la-Chapelle, Radbot et Werner construisirent la forteresse de Habsburg, la Habichtsburg, forteresse éponyme en Argovie (Suisse), et fondèrent le monastère de Muri, également en Argovie.
Peu d’informations concernant le début de la vie de Werner nous sont parvenues. Il serait né entre 970 et 980. Le duc Henri de Bavière, le futur empereur Henri II, aurait été un de ses amis d'enfance. L’empereur Otton III le nomma évêque de Strasbourg en 1001 ou 1002. Werner se rendit probablement à Rome en 1027 pour assister au sacre impérial de Conrad II le Salique par le pape Jean XIX. À son retour, le prélat prit part à un synode tenu à Francfort au cours duquel l'empereur chargea Werner d'une mission de la plus haute importance. L'empereur envoya l'évêque de Strasbourg à Constantinople afin d'établir des liens avec l'empereur byzantin Constantin VIII en vue de marier Henri III, son fils, avec l'une des deux filles nubiles du basileus. La mort emporta Werner, le 28 octobre 1028, sur les rives du Bosphore, réduisant à néant le projet d’alliance matrimoniale, et partant, la tentative de rapprochement des deux composantes de l’Empire.

## Son œuvre

### Déplacement du centre œcuménique (archevêché) de la ville
Sacré évêque en 1001, Werner transfère le siège épiscopal qui était sans doute situé à Saint Étienne au centre de la ville par la réunion de Saint Étienne en 1003.
Saint Étienne était à l’époque une abbaye de moniales et le siège de la religion catholique à Strasbourg. Cette abbaye de femmes nobles est riche et prospère... L’abbaye fut accordée à l’évêché de Strasbourg par Henri II (qui était, ne l’oublions pas, très proche de Werner). La cession de l’abbaye à l’évêque occasionna quelques changements très mal accueillis ; 
Le transfert des croix d’or et d’argent et des reliques de Saint-Étienne à l’évêché marqua la nouvelle supériorité de Werner sur l’abbaye de moniales. Le montant des dons accordés aux chanoinesses fut réduit ; l’économie ainsi réalisée était censée être affectée en partie à l’entretien de la demeure des moniales ; mais avant, elle devait concourir à la reconstruction de l’église épiscopale détruite par l’ost du Duc Hermann, voire à financer l'édification d’une nouvelle cathédrale, un projet qui commençait à germer dans l’entourage de Werner.

### Emplacement selon un plan romain
La cathédrale est au centre du castrum romain ce qui est typique de l’urbanisation Romaine de l’époque. Cette position au cardo décumanus donne à l’Église un grand pouvoir symbolique sur la cité. Aujourd’hui le cardo et decumanus est encore symbolisé :
```
   
Rue de la Nuée-Bleue
, rue du Dôme
Grand rue -----------|-------- Rue des Juifs
          Pont Sainte-Madeleine
```

### Les contraintes de la construction
Plusieurs contraintes s’élèvent ; le sol est gorgé d’eau, le rêve de cathédrale est un moment oublié. Il y aurait aussi eu d’autres problèmes comme des incendies, qui n’auraient en réalité pas eu lieu ; en effet, comment expliquer que le moutier (la cathédrale) commença à s’élever sur de nouvelles fondations en 1015 seulement, 13 ou huit ans après les prétendus incendies ?

### La cathédrale aujourd’hui
De nos jours, il ne subsiste plus que les parties est de la crypte qui sont celles de Werner, néanmoins, la cathédrale dans son ensemble épouse le tracé de l’église de Werner. La construction du transept et du chœur fait apparaître des influences diverses, des rivalités et des changements parfois brusques. Ici l’art roman tardif est confronté avec l’art gothique qui l’emportera sur l’art roman traditionnel.
De nombreux maîtres se sont succédé à Strasbourg pour travailler sous l’égide de cette institution appelée « Œuvre Notre Dame » qui a son siège dans un bâtiment de l’autre côté de la place du château (côté sud de la cathédrale). Une œuvre dont l’activité est restée indissolublement liée depuis le Moyen Âge jusqu’à nos jours, à la restauration, à la construction et à l’embellissement de l’édifice grâce aux dons qu’elle a su récolter. Nous lui devons toutes les grandes réalisations et notamment celle de la nef de 1235 à 1275. Sa largeur de 16 mètres et sa hauteur de 32 mètres étaient en quelque sorte déterminées à l’avance, puisqu’elles respectent la disposition des anciennes fondations de la basilique de Werner.

## Conclusion

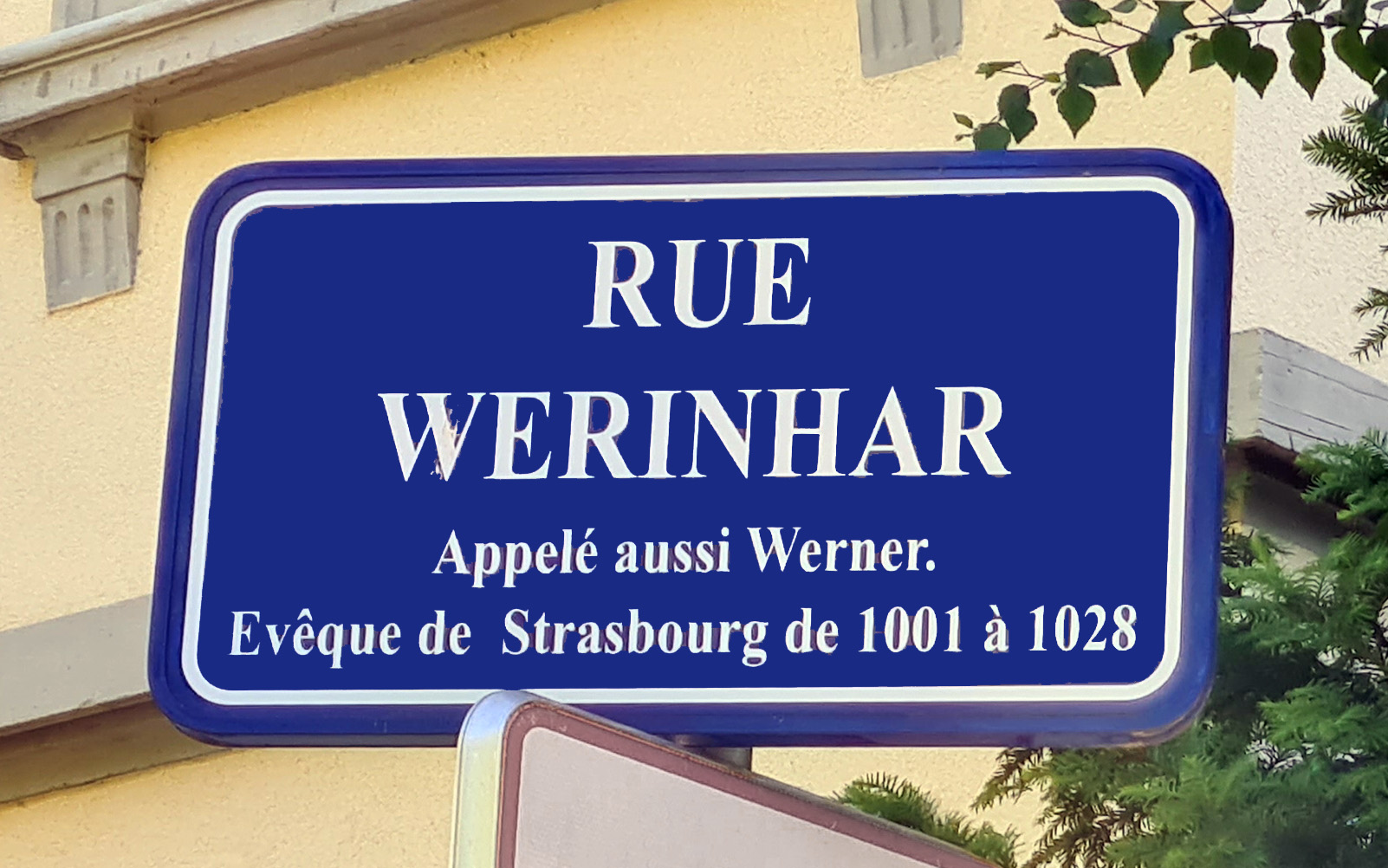
Plaque de rue à Strasbourg.

Si l’œuvre majeure de Werner reste bien évidemment d'avoir posé les bases de ce qui deviendra la cathédrale de Strasbourg, il n’en reste pas moins que son rôle passe au deuxième plan par rapport à la construction de la cathédrale proprement dite. Tout le monde connaît la cathédrale de Strasbourg mais nous n'en savons que très peu sur son créateur. Tout ceci peut nous amener à nous interroger sur la pérennité de l’œuvre de Werner, car même le musée de l’Œuvre Notre-Dame n’est pas en mesure de nous fournir des renseignements sur l’évêque important qu’il fut.

#### Généralités
- René Bornert, « Werner Ier, Werinhar, Werinhaire, Werinharius, Wicelinus (évêque de Strasbourg) », in Nouveau dictionnaire de biographie alsacienne, vol. 40, p. 4191-4192.
- Christophe Döebli, Les Habsbourg, du Rhin au Danube. Aarau – Colmar, 1996.
- Ch. Wackenheim, Les évêques de Strasbourg, témoins de leurs temps. Strasbourg, 1976.
- B. Metz, Les origines de Butenheim et les Habsbourg : hypothèses et certitudes.

#### Thématiques
- Hans Reinhardt, La cathédrale de Strasbourg. Arthaud, n° d’édition 1250, France, 1972, 267p.
- Philippe Nuss, Les Habsbourg en Alsace, des origines à 1273. Recherches pour une histoire de l’Alsatia Habsburgica. Société d'Histoire du Sundgau, Altkirch, 2002, 542p.

#### Périodiques
- René Bornert, « L’église octogonale d’Ottmarsheim et l’évêque Werner 1er de Strasbourg (1001-1028) : certitudes et hypothèses », Revue d’Alsace n°124, 1998, pp 7–22.